# シャトールノー (防護巡洋艦)
| 右舷から撮影されたシャトールノー | |
| 艦歴                             | |
| 発注                             | ラ・セーヌ造船所 |
| 起工                             | 1896年5月 |
| 進水                             | 1898年5月 |
| 就役                             | 1902年 |
| 退役                             | |
| その後                           | 1917年12月14日沈没 |
| 前級                             | ギシャン |
| 次級                             | デストレ級 |
| 性能諸元                         | |
| 排水量                           | 常備：7,898トン |
| 全長                             | -m 135.0m(水線長) |
| 全幅                             | 17.0m |
| 吃水                             | 7.39m |
| 機関                             | ノルマン・シガーティ式石炭専焼水管缶14基 +直立型3段膨張式4気筒レシプロ機関3基3軸推進                                    |
| 最大出力                         | 23,000hp |
| 最大速力                         | 24.0ノット（公試時：24.18ノット）                                                                                       |
| 航続距離                         | -ノット/-海里（石炭：1,960トン）                                                                                        |
| 乗員                             | 604名 |
| 兵装                             | Model 1893 16cm（45口径）単装速射砲2基 Model 1893 14cm（45口径）単装速射砲6基 Model 1885 4.7cm単装機砲10基 3.7cm機砲5基 |
| 装甲                             | ハーヴェイ鋼製 甲板：20mm(主甲板平面部)、75mm（傾斜部） 司令塔：157mm                                                   |

シャトールノー (croiseur protégé Chateaurenault) は、フランス海軍が建造した防護巡洋艦で、フランス海軍では一等巡洋艦に分類していた。設計は輸出戦艦ではチリ海軍戦艦「カピタン・プラット」、スペイン海軍戦艦「ペラヨ」、ロシア帝国海軍戦艦「ツェザレヴィッチ」「ボロディノ級」などの戦艦の設計を手がけたアントワーヌ・ジャン・アマブル・ラガヌ。同型艦はない。

## 概要
本艦は1894年海軍整備計画で建造が承認された通商破壊戦用の大型の防護巡洋艦である。外観を欺瞞するため、当時の客船に似せるために垂直型の艦首形状、等間隔に並んだ4本煙突、平甲板型の船体形状、商船型のカウンター型艦尾などを採用したために同世代の仏防護巡洋艦とは一線を画す外観となっている。
細かい艤装では背の高い前後の単脚式のマスト、クレーンを使わず、3組のボート・ダビットで艦載艇を舷側に吊るすなど徹底している。

## 艦形

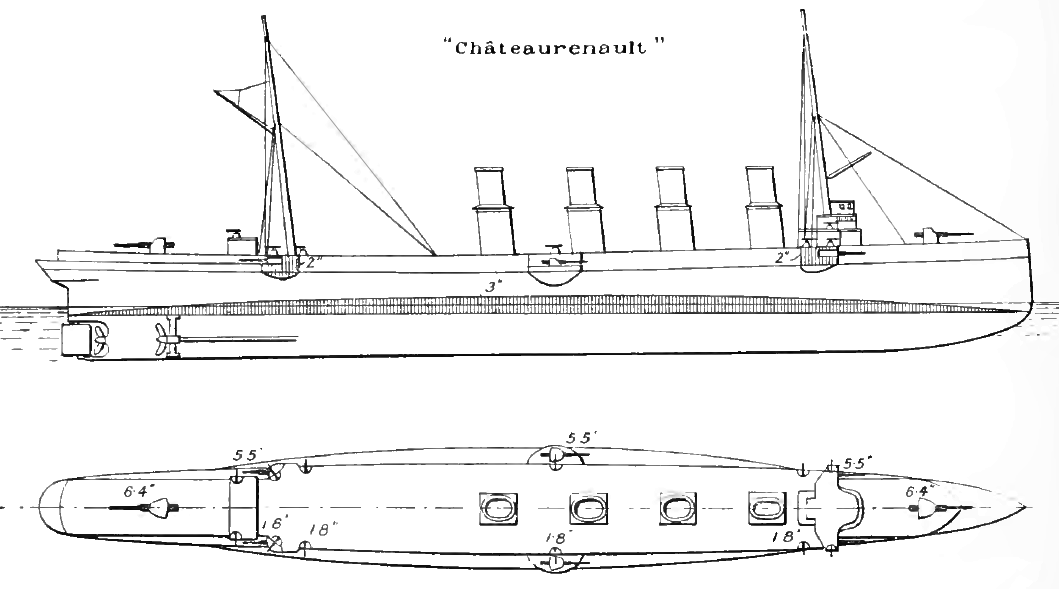
本艦の武装と装甲の配置を示した図。

船体形状はフランス巡洋艦で長らく主流となってきたタンブル・ホーム式の船体を採用せず、没個性的な平甲板型船体となった。基本的に高い乾舷を持つ船体は外洋での凌波性は良好であった。
艦首から前向きに主砲として16cm単装砲を単装砲架で1基を配置、下部の司令塔の外周に船橋を配置して商船風に艤装している露天式の艦橋構造は商船式とし、その上に単脚式の前檣が立つ。艦橋構造の背後から等間隔に並んだ4本の煙突が立っている。本艦は通商破壊戦に使用するため計画速力23ノットを狙ったが、公試において18ノット～21ノットの速度間で船体後部が振動するトラブルがあったが、2年後の竣工にはトラブル解消して計画速力を凌駕する24.18ノットの俊足を発揮した。
煙突の周囲は艦載艇置き場となっており、艦載艇用のボート・ダビットが2本1組で片舷3組で計6組が設置された。4番煙突から後ろは艦尾甲板で簡便な単脚檣、後部船橋、後ろ向きに主砲1基が配置された。舷側には半円形の張り出し（スポンソン）が片舷辺り3箇所が設けられ、そこに14cm単装砲が片舷3基ずつ計6基配置された。

## 艦歴

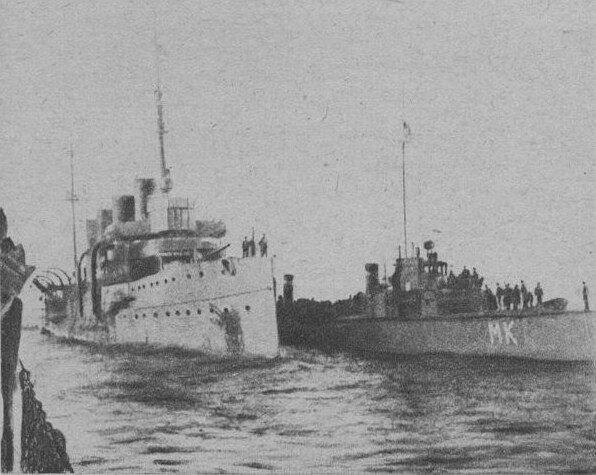
第一次大戦中に船団護衛にあたる本艦。右側のはスパッヒ級駆逐艦「マムリュク」。

1896年5月にラ・セー造船所にて起工、1898年5月進水、1902年竣工。
1917年12月14日にドイツ海軍潜水艦「UC38」の雷撃を受けて撃沈された。

## 参考図書
- 「世界の艦船増刊第50集　フランス巡洋艦史」(海人社)